# Novotcherkasskaïa (métro de Saint-Pétersbourg)
Novotcherkasskaïa (en russe : Новочерка́сская) est une station de la ligne 4 du Métro de Saint-Pétersbourg. Elle est située dans le raïon Krasnogvardeïski à Saint-Pétersbourg en Russie.
Mise en service en 1985, elle est desservie par les rames de la ligne 4 du métro de Saint-Pétersbourg.

## Situation sur le réseau

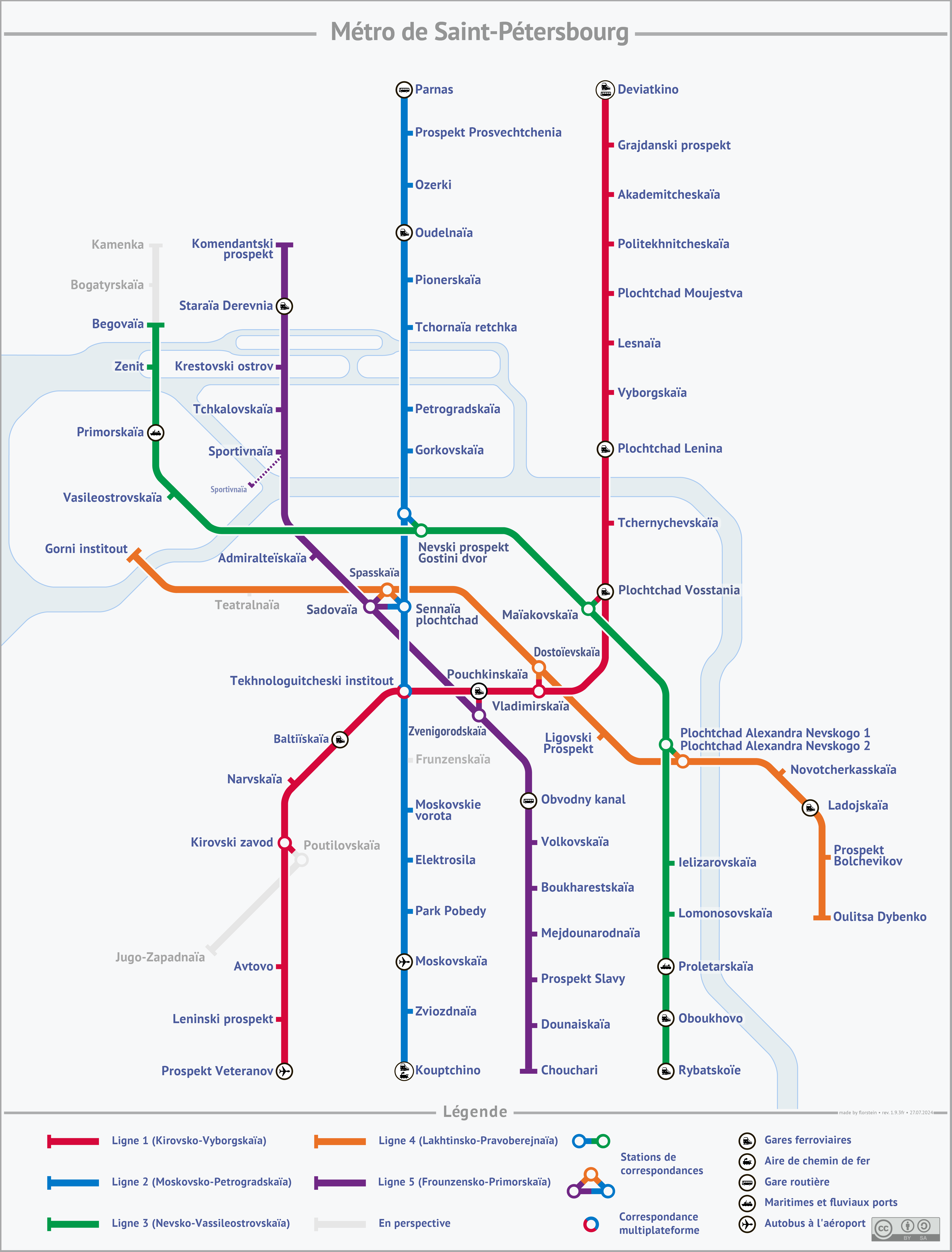
Plan du métro.

Établie en souterrain, à 61 mètres de profondeur',Novotcherkasskaïa est une station de passage de la ligne 4 du métro de Saint-Pétersbourg. Elle est située entre la station Plochtchad Alexandra Nevskogo 2, en direction du terminus ouest Spasskaïa, et la station Ladojskaïa en direction du terminus estOulitsa Dybenko.
La station dispose d'un quai central encadré par les deux voies de la ligne.

## Histoire
La station, alors nommée Krasnogvardeiskaïa est mise en service le 30 décembre 1985, lors de l'ouverture à l'exploitation de la première section de la ligne de Plochtchad Alexandra Nevskogo 2 à Prospekt Bolchevikov. Elle ne dispose pas de pavillon en surface, mais d'un hall souterrain situé sous la place avec des couloirs piétons donnant sur douze bouches d'accès.
Elle est renommée Novotcherkasskaïa en juillet 1992.

## Services aux voyageurs

### Accès et accueil
La station dispose d'hall souterrain avec douze bouches situées tout autour de la place située au-dessus. Le hall est en relation avec le quai par un tunnel en pente équipé de trois escaliers mécaniques.

Installations
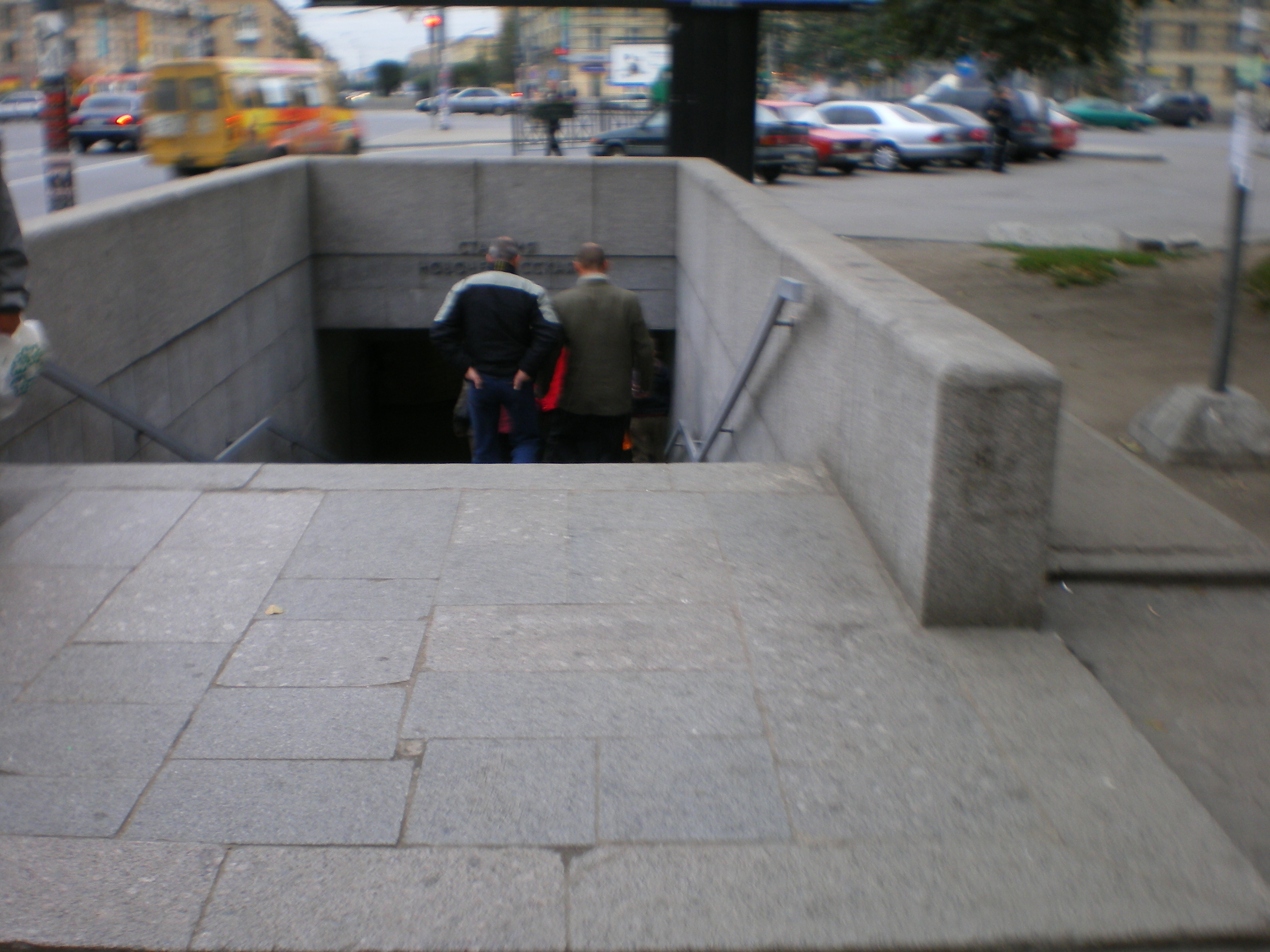
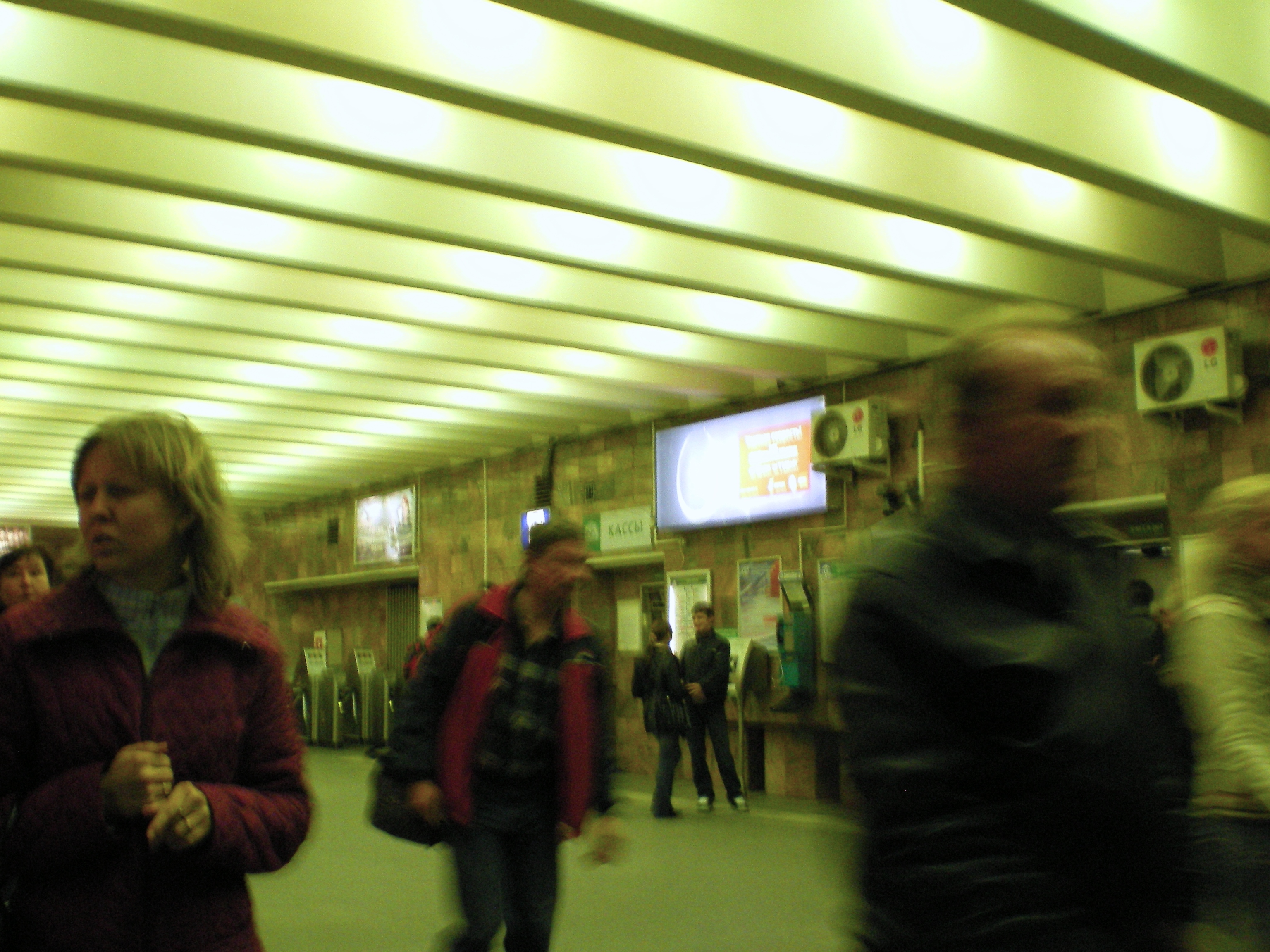

### Desserte
Novotcherkasskaïa est desservie par les rames de la ligne 4 du métro de Saint-Pétersbourg.

Installations et desserte
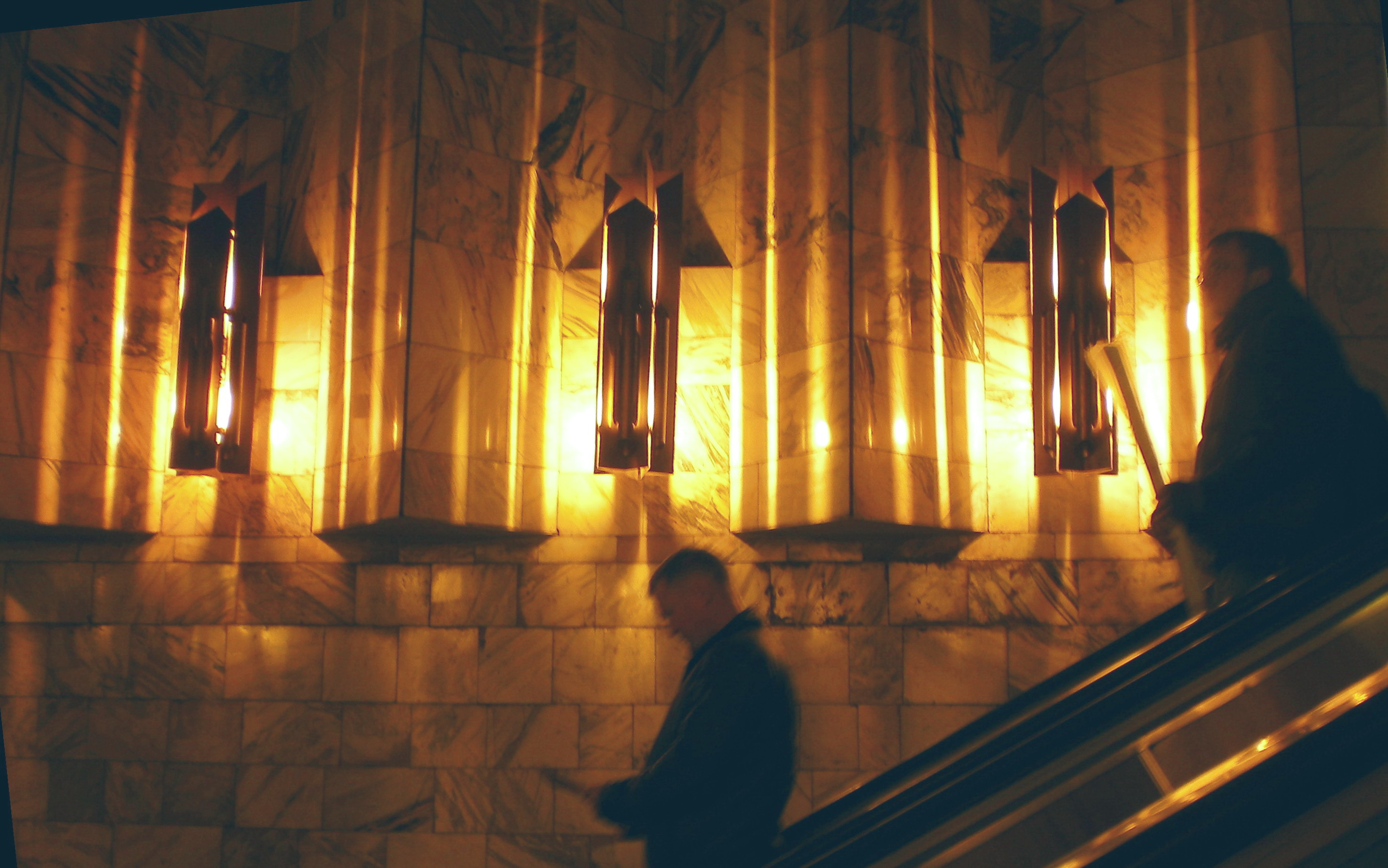
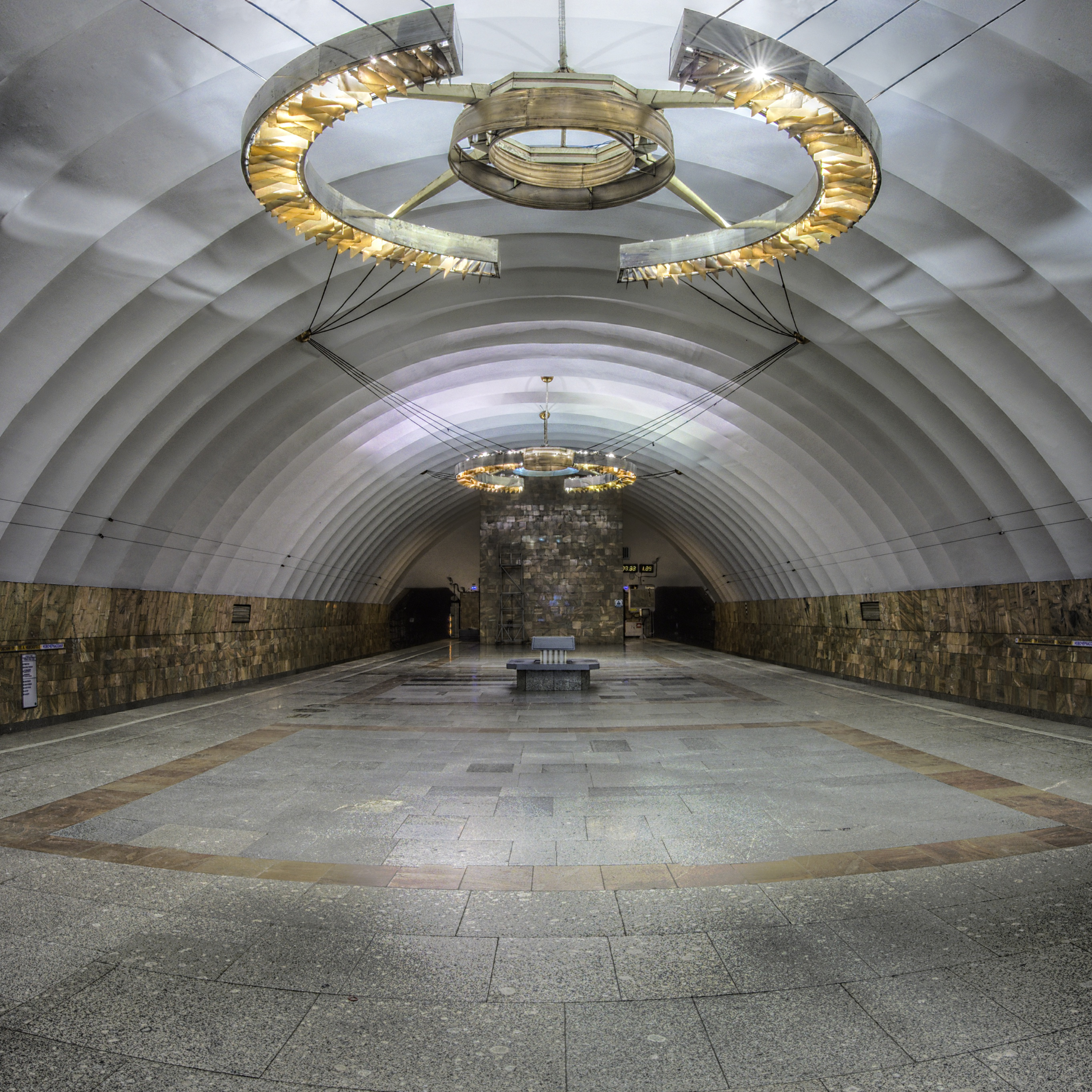
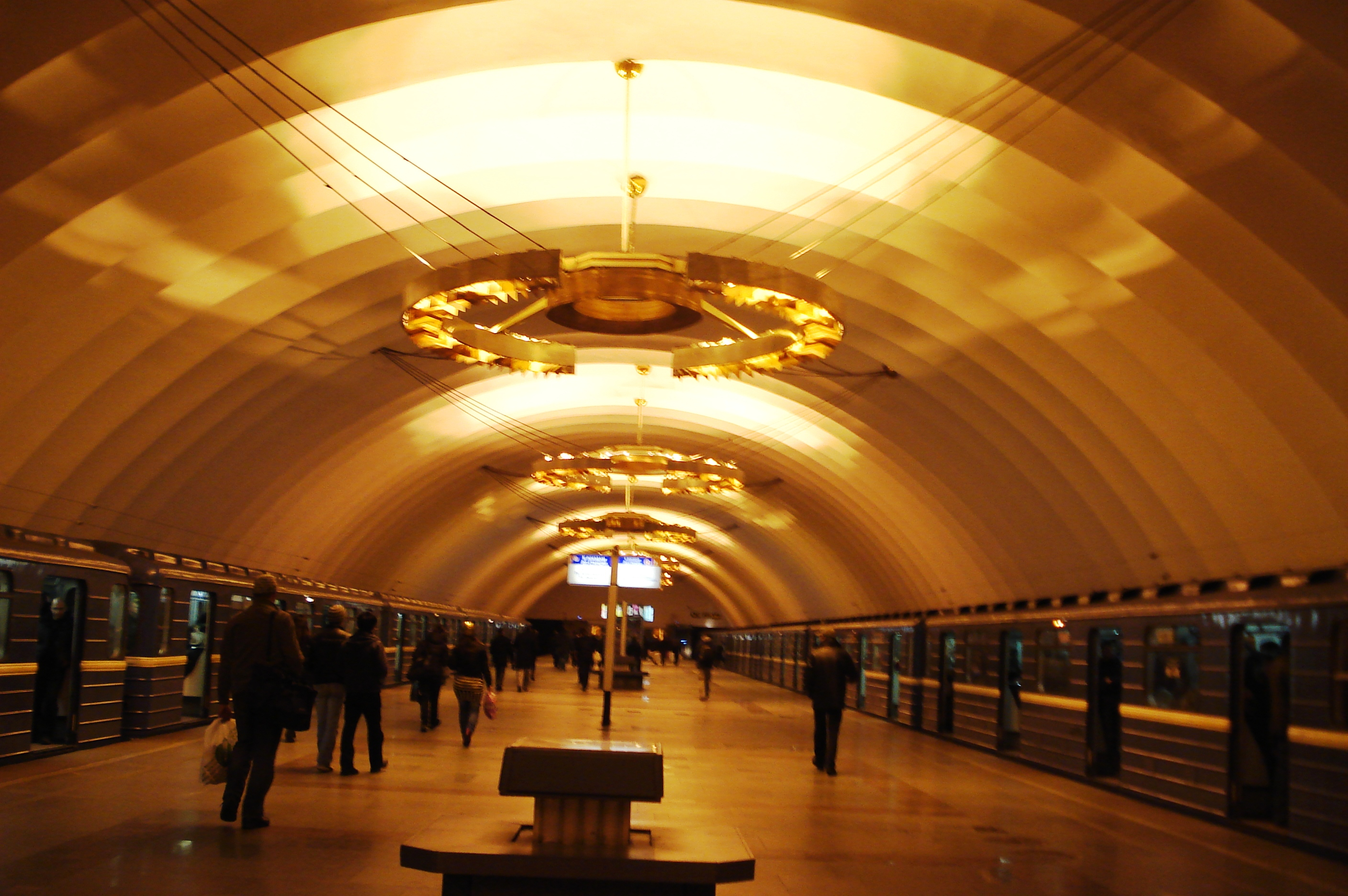

### Intermodalité
À proximité : une station du tramway de Saint-Pétersbourg est desservie par les lignes 7, 10, 23, 39 et 65 ; une station du trolleybus de Saint-Pétersbourg est desservie par les lignes 1, 7, 22 et 33 ; et des arrêts de bus sont desservis par plusieurs lignes.